# Enemy of the State (альбом)
Enemy of the State — шостий студійний альбом американського репера C-Bo, виданий 11 липня 2000 р. лейблами West Coast Mafia Records та Warlock Records. Платівка посіла 24-ту сходинку чарту Top R&B/Hip-Hop Albums та 91-ше місце чарту Billboard 200.
Виконавчий продюсер: C-Bo. Enemy of the State став першим альбомом виконавця на West Coast Mafia Records, власному лейблі C-Bo. У записі платівки взяли участь WC, Daz Dillinger, Killa Tay, Yukmouth, CJ Mac, Too Short та ін. На «Get the Money» існує відеокліп.

## Список пісень
1. «Enemy of the State»
2. «Crippin'» (з участю Daz Dillinger)
3. «Death Rider's»
4. «Paper Made»
5. «Get the Money»
6. «9.6» (з участю Killa Tay)
7. «It's War» (з участю Little Keek та Yukmouth)
8. «Forever Thuggin'» (з участю Dotty)
9. «Ride Til' We Die» (з участю WC)
10. «Nothin' over My G's» (з участю JT the Bigga Figga та Killa Tay)
11. «Spray Yourself» (з участю Yukmouth)
12. «C and the Mac» (з участюCJ Mac)
13. «Picture Me Ballin'»
14. «Born Killaz» (з участю Mob Figaz)
15. «Pimpin' and Jackin'» (з участю Too Short)
16. «Tycoon»
17. «No Surrender, No Retreat» (з участю Mob Figaz)
18. «Here We Come, Boy!»

## Чартові позиції
| Чарт (2000)               | Найвища позиція |
| ------------------------- | --------------- |
| US Billboard 200          | 91              |
| US Top R&B/Hip-Hop Albums | 24              |
| Чарт (2001)               | Найвища позиція |
| US Top Independent Albums | 38              |